# Katastrofa lotu Saratov Airlines 703
Katastrofa lotu Saratov Airlines 703 – katastrofa lotnicza samolotu Saratov Airlines, do której doszło po starcie 11 lutego 2018 z podmoskiewskiego lotniska Domodiedowo. Samolot An-148 lecący na lotnisko Orsk rozbił się, a wszyscy obecni na pokładzie zginęli. Na pokładzie było 65 pasażerów i 6 członków załogi.

## Przebieg lotu

Trasa lotu

Samolot pasażerski należący do prywatnego rosyjskiego przewoźnika Saratov Airlines miał odbyć regularny lot rejsowy z Moskwy (lotnisko Domodiedowo) do Orska w obwodzie orenburskim przy granicy z Kazachstanem. 
Maszyna wystartowała po 14:20 czasu moskiewskiego (UTC+03:00, 11:20 czasu uniwersalnego) i rozbiła się po kilku minutach lotu w okolicach wsi Argunowo i Stepanowskoje, w rejonie ramieńskim w obwodzie moskiewskim. Wydarzenie miało miejsce około szóstej minuty lotu. 
Ratownicy dotarli na miejsce około 2,5 godziny po katastrofie. Czarne skrzynki zostały znalezione. Kilka minut przed katastrofą pilot samolotu poinformował kontrolerów ruchu lotniczego o wystąpieniu usterki w samolocie.

## Ofiary katastrofy
| Kraj        | Pasażerowie | Załoga | Razem |
| ----------- | ----------- | ------ | ----- |
| Rosja       | 63          | 6      | 69    |
| Azerbejdżan | 1           | –      | 1     |
| Szwajcaria  | 1           | –      | 1     |
| Razem       | 65          | 6      | 71    |
| Źródło:     |             |        |       |

## Przyczyny katastrofy
Podczas badań wypadku jako najbardziej prawdopodobną przyczynę katastrofy uznawano oblodzenie rurek Pitota, a ściślej – złą interpretację spowodowanych przez nie rozbieżnych wskazań prędkościomierzy.
29 czerwca 2019 podano oficjalne wyjaśnienie przyczyny wypadku. W samolocie nie zostały uruchomione ogrzewacze rurek Pitota, przez co zostały one oblodzone. Ze źródeł wynika też, że maszyna leciała zbytnio wychylona, co w połączeniu z niską prędkością spowodowało upadek samolotu na ziemię.